# GeForce 100
A série GeForce 100 é uma família de unidades de processamento gráfico baseadas em Tesla desenvolvidas pela Nvidia, lançadas pela primeira vez em março de 2009. Suas placas são rebrands das placas da série GeForce 9, disponíveis apenas para OEMs. No entanto, o GTS 150 esteve brevemente disponível para os consumidores.
As placas gráficas GeForce 100 não têm mais suporte oficial, isto é, drivers para Windows não são mais lançados com suporte a estes modelos, pela Nvidia, desde 2016.

## Produtos
As placas da série GeForce 100 incluem G100, GT 120, GT 130, GT 140 e GTS 150. A GT 120 é baseada na 9500 GT com designs térmicos aprimorados, enquanto a GT 130 é baseada na 9600 GSO (que era uma rebatizado 8800 GS). O GT 140 é simplesmente um 9600 GT rebatizado. O GTS 150 é uma versão OEM do GTS 250 com algumas pequenas alterações. Apesar de serem baseadas nas placas anteriores da série 9, a G 100, GT 120 e GT 130 utilizam PCBs totalmente diferentes e velocidades de clock ligeiramente diferentes.
| Modelo          | Ano                    | Nome do código | Fab (nm) | Transistores (Bilhão) | Tamanho da matriz (mm2) | interface de Barramento | Core config | Taxa de clock de referência | Taxa de clock de referência | Taxa de clock de referência | Taxa de preenchimento | Taxa de preenchimento | Configuração de memória de referência | Configuração de memória de referência | Configuração de memória de referência | Configuração de memória de referência | Conformidade com a API (versão) | Conformidade com a API (versão) | Conformidade com a API (versão) | GFLOPS2 (MADD+MUL) | TDP (Watts) | Preços (desde outubro de 2009) |
| Modelo          | Ano                    | Nome do código | Fab (nm) | Transistores (Bilhão) | Tamanho da matriz (mm2) | interface de Barramento | Core config | Core (MHz)                  | Shader (MHz)                | Memória (MHz)               | Pixel (GP/s)          | Textura (GT/s)        | Tamanho (MB)                          | Largura de banda (GB/s)               | tipo DRAM                             | Largura do barramento (bit)           | Direct3D                        | OpenGL                          | Vulkan                          | GFLOPS2 (MADD+MUL) | TDP (Watts) | Preços (desde outubro de 2009) |
| --------------- | ---------------------- | -------------- | -------- | --------------------- | ----------------------- | ----------------------- | ----------- | --------------------------- | --------------------------- | --------------------------- | --------------------- | --------------------- | ------------------------------------- | ------------------------------------- | ------------------------------------- | ------------------------------------- | ------------------------------- | ------------------------------- | ------------------------------- | ------------------ | ----------- | ------------------------------ |
| GeForce G 100   | 10 de março de 2009    | G98            | 65       | 0.210                 | 86                      | PCIe 2.0 x16            | 8:4:4       | 567                         | 1400                        | 500                         | 4.3                   | 4.3                   | 512                                   | 8                                     | GDDR2                                 | 64                                    | 10                              | 3.3                             | —                               | ~16                | 40          | OEM                            |
| GeForce GT 120  | 10 de março de 2009    | G96b           | 55       | 0.314                 | 121                     | PCIe 2.0 x16            | 32:16:8     | 500                         | 1400                        | 500                         | 8                     | 4                     | 512                                   | 16                                    | GDDR2/3                               | 128                                   | 10                              | 3.3                             | —                               | 130                | 50          | OEM                            |
| GeForce GT 130  | 10 de março de 2009    | G94b           | 55       | 0.505                 | 180                     | PCIe 2.0 x16            | 48:24:16    | 500                         | 1250                        | 500                         | 8                     | 12                    | 768                                   | 24                                    | GDDR2                                 | 192                                   | 10                              | 3.3                             | —                               | 254                | 105         | OEM                            |
| GeForce GT 140  | 23 de setembro de 2010 | G94b           | 55       | 0.505                 | 180                     | PCIe 2.0 x16            | 64:32:16    | 650                         | 1625                        | 900                         | 8                     | 12                    | 1024                                  | 57.6                                  | GDDR3                                 | 256                                   | 10                              | 3.3                             | —                               | 312                | 120         | OEM                            |
| GeForce GTS 150 | 10 de março de 2009    | G92b           | 55       | 0.754                 | 230                     | PCIe 2.0 x16            | 128:64:16   | 738                         | 1836                        | 1000                        | 11.8                  | 47.2                  | 1024                                  | 64                                    | GDDR3                                 | 256                                   | 10                              | 3.3                             | —                               | 705                | 150         | OEM                            |

## Suporte descontinuado
A NVIDIA encerrou o suporte ao driver para a série GeForce 100 em 1 de abril de 2016.
- Windows XP 32-bit & Media Center Edition: versão 340.52 lançada em 29 de julho de 2014; Download
- Windows XP 64-bit: versão 340.52 lançada em 29 de julho de 2014; Download
- Windows Vista, 7, 8, 8.1 32-bit: versão 342.01 (WHQL) lançada em 14 de dezembro de 2016; Download
- Windows Vista, 7, 8, 8.1 64-bit: versão 342.01 (WHQL) lançada em 14 de dezembro de 2016; Download
- Windows 10, 32-bit: versão 342.01 (WHQL) lançada em 14 de dezembro de 2016; Download
- Windows 10, 64-bit: versão 342.01 (WHQL) lançada em 14 de dezembro de 2016; Download